# GPR119
GPR119 (англ. G protein-coupled receptor 119) – білок, який кодується однойменним геном, розташованим у людей на X-хромосомі. Довжина поліпептидного ланцюга білка становить 335 амінокислот, а молекулярна маса — 36 889.
| 10         |  | 20         |  | 30         |  | 40         |  | 50         |
| ---------- |  | ---------- |  | ---------- |  | ---------- |  | ---------- |
| MESSFSFGVI |  | LAVLASLIIA |  | TNTLVAVAVL |  | LLIHKNDGVS |  | LCFTLNLAVA |
| DTLIGVAISG |  | LLTDQLSSPS |  | RPTQKTLCSL |  | RMAFVTSSAA |  | ASVLTVMLIT |
| FDRYLAIKQP |  | FRYLKIMSGF |  | VAGACIAGLW |  | LVSYLIGFLP |  | LGIPMFQQTA |
| YKGQCSFFAV |  | FHPHFVLTLS |  | CVGFFPAMLL |  | FVFFYCDMLK |  | IASMHSQQIR |
| KMEHAGAMAG |  | GYRSPRTPSD |  | FKALRTVSVL |  | IGSFALSWTP |  | FLITGIVQVA |
| CQECHLYLVL |  | ERYLWLLGVG |  | NSLLNPLIYA |  | YWQKEVRLQL |  | YHMALGVKKV |
| LTSFLLFLSA |  | RNCGPERPRE |  | SSCHIVTISS |  | SEFDG      |  |            |

A: Аланін

C: Цистеїн

D: Аспарагінова кислота

E: Глутамінова кислота

F: Фенілаланін

G: Гліцин

H: Гістидин

I: Ізолейцин

K: Лізин

L: Лейцин

M: Метіонін

N: Аспарагін

P: Пролін

Q: Глутамін

R: Аргінін

S: Серин

T: Треонін

V: Валін

W: Триптофан

Кодований геном білок за функціями належить до рецепторів, g-білокспряжених рецепторів, білків внутрішньоклітинного сигналінгу. 
Білок має сайт для зв'язування з ліпідами. 
Локалізований у клітинній мембрані, мембрані.